# Mapou Yanga-Mbiwa
Mapou Yanga-Mbiwa (ur. 15 maja 1989 w Bangi) – francuski piłkarz pochodzenia środkowoafrykańskiego występujący na pozycji obrońcy.

## Kariera klubowa
Yanga-Mbiwa karierę rozpoczynał w sezonie 2006/2007 we francuskim drugoligowcu, Montpellier HSC. W Ligue 2 zadebiutował 23 lutego 2007 roku w przegranym 0:1 pojedynku z SC Bastia. W debiutanckim sezonie zagrał tam w jednym meczu. Od początku następnego sezonu stał się podstawowym graczem Montpellier. W 2009 roku awansował z zespołem do Ligue 1. W tych rozgrywkach pierwszy mecz zaliczył 8 sierpnia 2009 roku przeciwko Paris Saint-Germain (1:1). 16 października 2010 roku w wygranym 2:0 spotkaniu z FC Sochaux-Montbéliard strzelił pierwszego gola w Ligue 1. W 2010 roku zajął z klubem 3. miejsce w tych rozgrywkach.
22 stycznia 2013 roku podpisał 5,5 letni kontrakt z Newcastle United.
15 sierpnia 2015 zasilił szeregi klubu Olympique Lyon. Transfer wyniósł 8 milionów euro.
| Sezon   | Klub             | Kraj    | Rozgrywki      | Mecze | Bramki | Rozgrywki Europy   | Mecze | Bramki |
| ------- | ---------------- | ------- | -------------- | ----- | ------ | ------------------ | ----- | ------ |
| 2006/07 | Montpellier HSC  | Francja | Ligue 2        | 1     | 0      | –                  | –     | –      |
| 2007/08 | Montpellier HSC  | Francja | Ligue 2        | 34    | 1      | –                  | –     | –      |
| 2008/09 | Montpellier HSC  | Francja | Ligue 2        | 29    | 1      | –                  | –     | –      |
| 2009/10 | Montpellier HSC  | Francja | Ligue 1        | 36    | 0      | –                  | –     | –      |
| 2010/11 | Montpellier HSC  | Francja | Ligue 1        | 36    | 1      | Liga Europy UEFA   | 2     | 0      |
| 2011/12 | Montpellier HSC  | Francja | Ligue 1        | 34    | 1      | –                  | –     | –      |
| 2012/13 | Montpellier HSC  | Francja | Ligue 1        | 16    | 0      | Liga Mistrzów UEFA | 6     | 0      |
| 2012/13 | Newcastle United | Anglia  | Premier League | 14    | 0      | –                  | –     | –      |
| 2013/14 | Newcastle United | Anglia  | Premier League | 23    | 0      | –                  | –     | –      |
| 2014/15 | AS Roma          | Włochy  | Serie A        | 12    | 0      | Liga Mistrzów UEFA | 5     | 0      |

Stan na: 21 grudnia 2014 r.

## Kariera reprezentacyjna
W latach 2009–2010 Yanga-Mbiwa rozegrał 8 spotkań i zdobył 1 bramkę w reprezentacji Francji U-21. 15 sierpnia 2012 zadebiutował w dorosłej reprezentacji w towarzyskim meczu z Urugwajem (0:0).